# Trichilia maynasiana
Trichilia maynasiana är en tvåhjärtbladig växtart. Trichilia maynasiana ingår i släktet Trichilia och familjen Meliaceae.

## Underarter
Arten delas in i följande underarter:
- T. m. lanceolata
- T. m. maynasiana